# Jerzy Radziwiłł
Jerzy Radziwiłł of Jurgis Radvila (Vilnius, 31 mei 1556 - Rome, 21 januari 1600) was rijksvorst, de 50e bisschop van Krakau, bisschop van Vilnius, kardinaal en contrareformist.

## Biografie
Jerzy Radziwiłł was een telg van het Poolse adellijke geslacht Radziwiłł en zoon van calvinist Mikołaj Radziwiłł "de Zwarte". Hij studeerde aan de Universiteit Leipzig. Radziwiłł bekeerde zich in 1572 als calvinist tot het katholicisme en vervolgde zijn studie aan Jezuïeten-colleges in Poznań, Vilnius en Rome.
Als bisschop van Vilnius organiseerde Radziwiłł in 1581 een publieke boekenverbranding van protestantse boeken die zijn vader had laten drukken. Koning Stefanus Báthory veroordeelde deze actie.
Radziwiłł wijdde in 1591 als kardinaal de San Stanislao alle Botteghe Oscure in Rome in. Het is ook bekend dat hij in 1597 Szymon Birkowski's publicatie van Ignatius van Antiochië's correspondentie in het Oudgrieks heeft gefinancierd.
Radziwiłł was ook politiek actief. Zo was hij tussen 1582 tot 1585 actief als plaatsvervangende 'namiestnik' van het Hertogdom Lijfland. Ook was hij instrumenteel in het verkiezen van Sigismund III van Polen tot koning van Polen en grootvorst van Litouwen, waarna hij zijn raadsheer werd. Radziwiłł steunde de Statuten van Litwouwen (1588) en Unie van Brest (1596).
Jerzy Radziwiłł is in de Chiesa del Gesù begraven.
- Biblioteca Nacional de España: XX1606478
- Gemeinsame Normdatei: 123652545
- International Standard Name Identifier: 0000 0000 7139 0705
- Library of Congress Control Number: n2008022648
- Réseau des bibliothèques de Suisse occidentale: 02-A005780020
- LIBRIS: 372583
- Virtual International Authority File: 50140848
- WorldCat: E39PBJjMBMY7cy7pKY8XDFWv73